# Kleingebiet Aszód
Das Kleingebiet Aszód (ungarisch Aszódi kistérség) war bis Ende 2012 eine ungarische Verwaltungseinheit (LAU 1) innerhalb des Komitats Pest in Mittelungarn. Im Zuge der Verwaltungsreform Anfang 2013 gingen alle neun Ortschaften in den nachfolgenden Kreis Aszód (ungarisch Aszód járás) über, der noch um zwei Ortschaften aus dem aufgelösten Kleingebiet Veresegyház vergrößert wurde.
Ende 2012 lebten auf einer Fläche von 241,39 km² 34.289 Einwohner. Die Bevölkerungsdichte lag mit 142 Einwohnern/km² unter der des Komitats.
Der Verwaltungssitz befand sich in der Stadt Aszód (6.163 Ew.), die größte Stadt war Tura (7.721 Ew.). Im Kleingebiet Aszód existierten zwei Großgemeinden (ungarisch nagyközség): Kartal (5.617 Ew.) und Bag (3.710 Ew.).

## Ortschaften
| Aszód | Bag    | Domony | Galgahévíz | Hévízgyörk |
| Iklad | Kartal | Tura   | Verseg     |            |